# Rue de Londres (Liège)
Pour les articles homonymes, voir Rue de Londres.
La rue de Londres est une artère liégeoise qui va du boulevard Émile de Laveleye au quai des Ardennes, dans le quartier des Vennes et Fétinne. 

## Situation et accès
La rue de Londres se trouve sur le flanc est de la voie de chemin de fer reliant Liège à Maastricht ; elle est constituée de deux segments, coupés par la place des Nations-Unies et l'avenue du Luxembourg.

## Historique
La rue a été créée au début du XXe siècle lors des importants travaux d'aménagement de la rive droite de la Meuse et de la rectification de l'Ourthe, pour l'organisation de l'exposition universelle de 1905.

## Architecture et urbanisme
L'avenue du Luxembourg présente un ensemble homogène de maisons caractéristiques de l'architecture bourgeoise du début du XXe siècle (années 1920-1930 essentiellement).
- architecte E. Closset : no 14 (maison).
- architecte J. Heyden : no 2 et 3 (maisons).
- architecte J. Jorissen : no 30 (maison, 1924).
- architecte P. Marquet : no 28 (maison).
- aux nos 10, 11 et 18 : maisons de style Art déco
- aux nos 15, 16 et 17 : maisons avec éléments de style Art nouveau

## Voies adjacentes
- Quai des Ardennes
- Boulevard Émile de Laveleye
- Avenue du Luxembourg
- Place des Nations-Unies
- Avenue Reine Élisabeth
- Rue de Spa